# Distrito de mejora de negocio
Un Distrito de mejora de negocio o Business Improvement District (BID) es una asociación entre entidades públicas y privadas en la cual los negocios de un área definida pagan una fianza o incremento en sus impuestos a cambio de mejoras pactadas en la zona.
Los BID pueden tener otros nombres como 'Área de Mejora de Negocio', 'Zona de Revitalización Económica', 'Área de Servicios Especiales', o 'Distrito de mejora especial'. En cualquier caso proveen de servicios como la mejora en la limpieza de la calle, mayor seguridad, inversiones de capital para los negocios o marketing. Los servicios que promueve son complementarios a los del ayuntamiento o entidad municipal.

## Desarrollo
Los BID surgen en el Barrio chino de Los Ángeles, en 1970, conocido como Chinatown Red Patrol, aunque su aparición de forma masiva ha sido desde 1990. Se encuentran en multitud de países como Alemania, Reino Unido, Nueva Zelanda, Sudáfrica, Jamaica, Serbia o Albania.
Se necesita una legislación que permita la creación de BID por parte de gobiernos locales. El proceso de creación varía según la jurisdicción, aunque suele comprender la petición por parte de los negocios en primer lugar, el establecimiento del ayuntamiento de la cantidad y proporción de negocios necesarios para su creación en segundo y por fin la creación de la legislación o normativa para crear el BID. 
En EE. UU., todos los propietarios de establecimientos en el área deben pagar el impuesto o fianza, incluso si se oponen a su creación. Los residentes, organizaciones sin ánimo de lucro y entidades públicas suelen estar exentos de la contribución.